# Bulevar Kralja Aleksandra

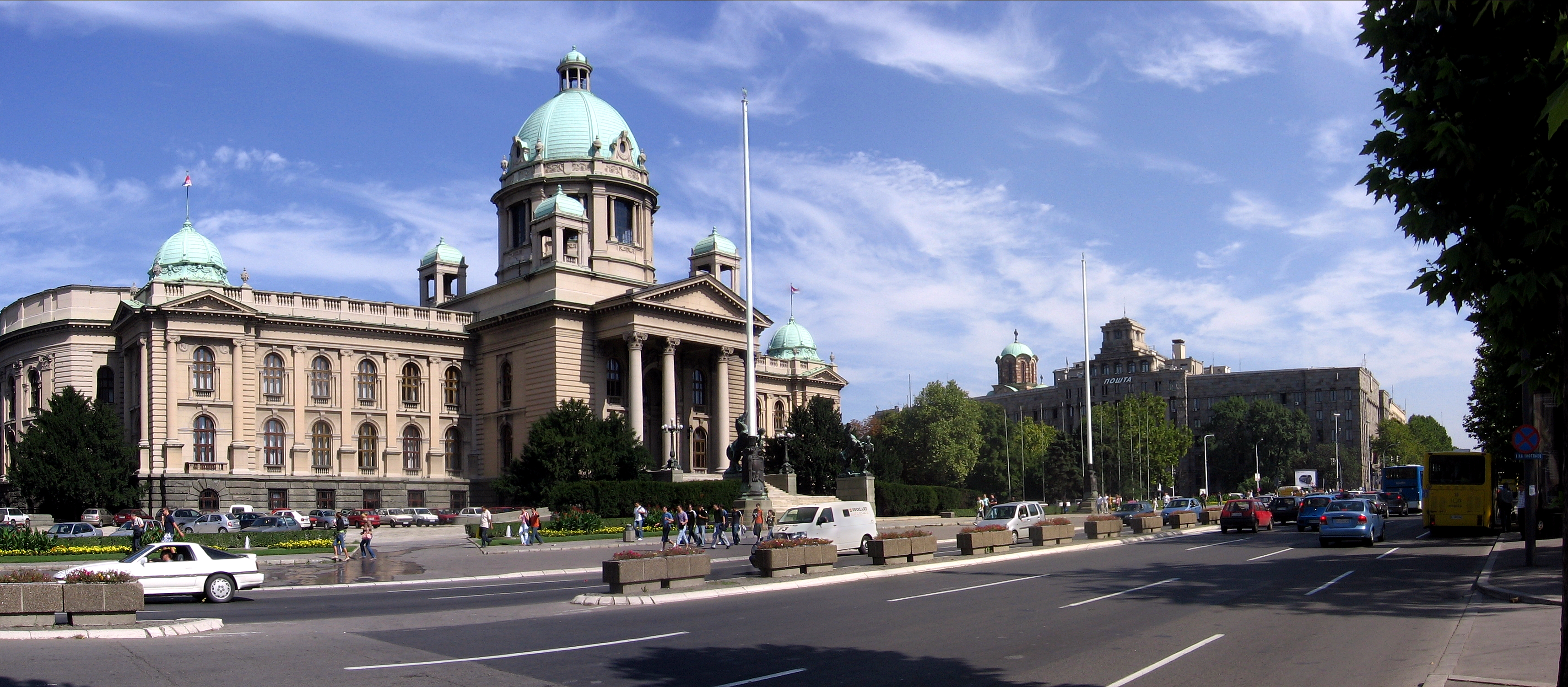
Die Skupština am Beginn des Boulevards

Der Bulevar Kralja Aleksandra (serbisch-kyrillisch Булевар краља Александра) ist eine Straße in der serbischen Hauptstadt Belgrad. Mit einer Länge von 7,5 km ist es eine der längsten Straßen der Stadt. Während der Zeit der SFR Jugoslawien hieß die Straße Bulevar Revolucije. Von den Belgradern wird die Straße meist einfach Bulevar genannt.

## Lage

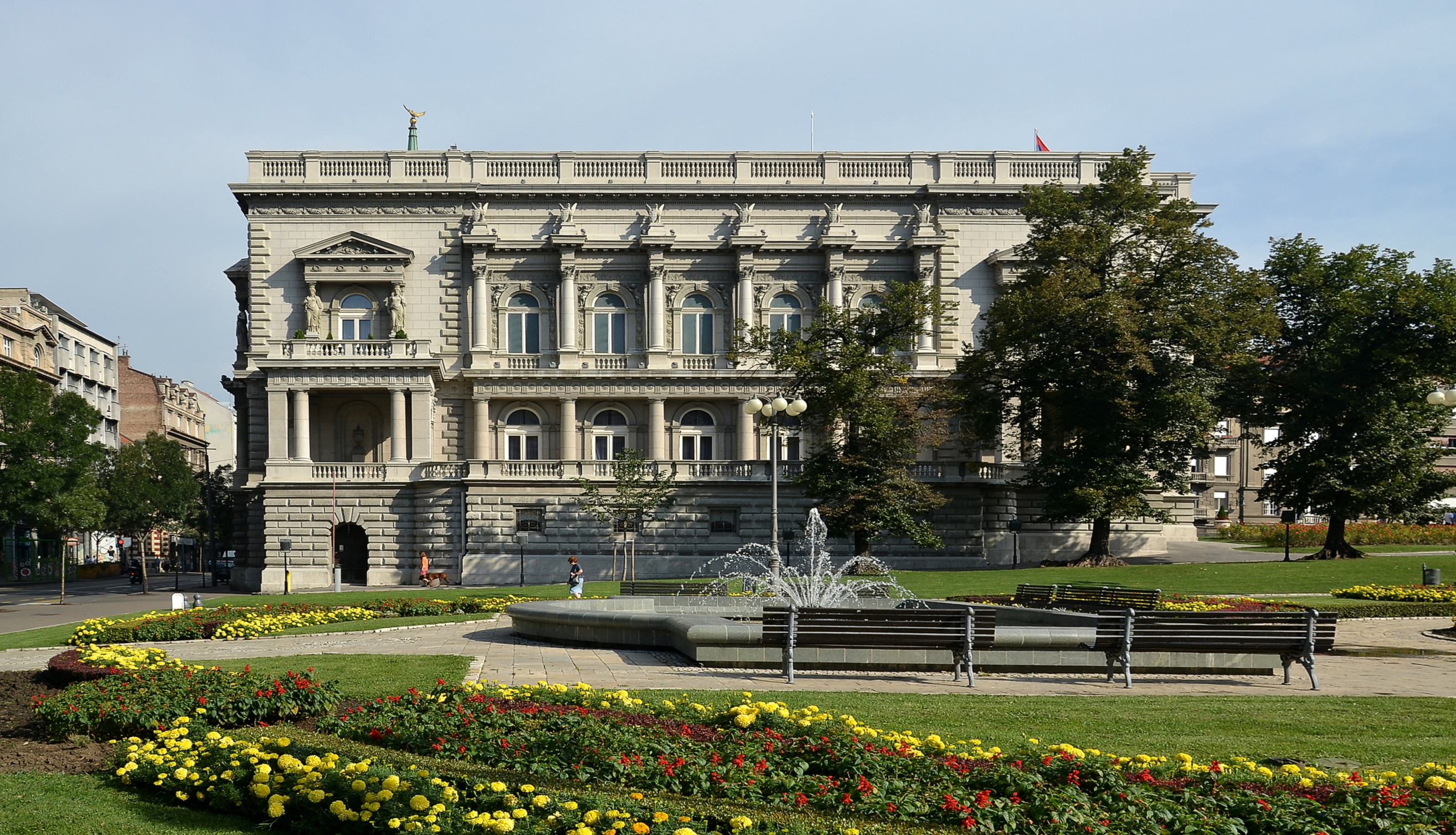
Das Rathaus Belgrads

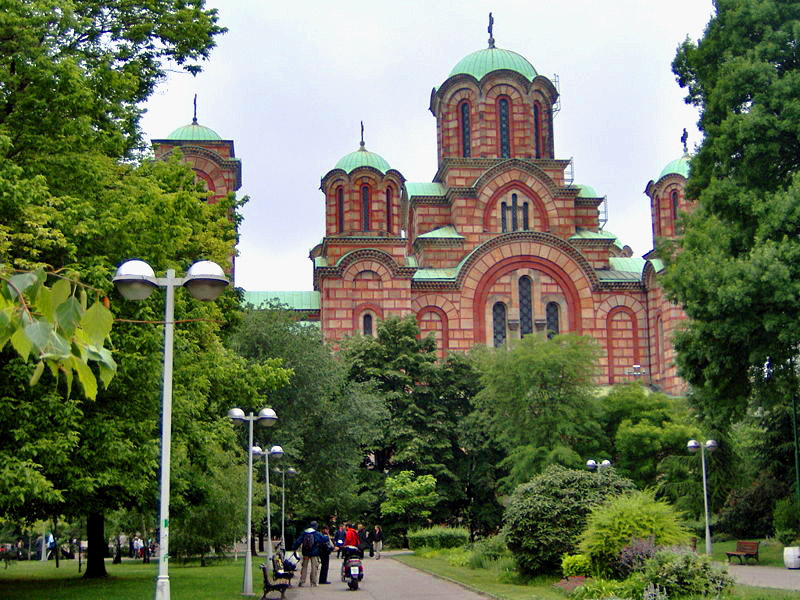
Kirche des Hl. Markus

Aufgrund seiner Länge führt der Boulevard durch vier der acht Bezirke der Belgrader Innenstadt: Stari Grad, Palilula, Vračar und Zvezdara. Er beginnt am Nikola-Pašić-Platz und führt in südöstlicher Richtung in die Außenbezirke der Stadt nach Mali Mokri Lug, wo er zum Smederevski put wird, der Straßenverbindung nach Smederevo.

## Geschichte
In der Mitte des 18. Jahrhunderts hieß die Straße, die heute vom Boulevard eingenommen wird, Carigradski drum, da sie Belgrad in Richtung Konstantinopel (serbisch Carigrad) verließ. Die Bewohner Belgrads hatten sich allmählich außerhalb der Stadtmauern an der Straße angesiedelt.

## Gebäude am Boulevard
Neben der Skupština, dem Tagungsgebäude der Nationalversammlung Serbiens und des Serbischen Parlaments, liegen am Boulevard auch das Rathaus Belgrads im Alten Stadtschloss sowie die serbisch-orthodoxe Kirche des Hl. Markus. Weiter östlich befinden sich mehrere Fakultäten der Belgrader Universität und das Vuk-Karadžić-Denkmal entlang der Straße.